# Wiktor Miroschnytschenko
Wiktor Wolodymyrowytsch Miroschnytschenko (ukrainisch Віктор Володимирович Мірошниченко, russisch Виктор Владимирович Мирошниченко Wiktor Wladimirowitsch Miroschnitschenko; * 1. Dezember 1959 in Donezk, Ukrainische SSR) ist ein ehemaliger sowjetisch-ukrainischer Boxer.
1980 war Miroschnytschenko sowjetischer Meister im Fliegengewicht (-51 kg). Im selben Jahr nahm er an den Olympischen Spielen in Moskau teil und erreichte nach Siegen über Jorge Hernández, Kuba (4:1), Henryk Średnicki, Polen (5:0), und János Váradi, Ungarn (4:1), das Finale. In diesem stand ihm der Bulgare Petar Lessow gegenüber, dem er mit 4:1 Richterstimmen unterlag. 
1981 wurde Miroschnytschenko Europameister im Bantamgewicht (-54 kg). Im Finale schlug er Sami Buzoli, Jugoslawien (5:0). Sein letzter internationaler Erfolg war das Erreichen des Finals der Weltmeisterschaften 1982 in München. In diesem unterlag er dem US-Amerikaner Floyd Favors mit 3:2 Richterstimmen.
Miroschnytschenko bestritt 202 Kämpfe, von denen er 180 gewann.

## Quelle
- http://amateur-boxing.strefa.pl

| Personendaten    | Personendaten |
| ---------------- | --- |
| NAME             | Miroschnytschenko, Wiktor |
| ALTERNATIVNAMEN  | Miroschnytschenko, Wiktor Wolodymyrowytsch (vollständiger Name); Мірошниченко, Віктор Володимирович (ukrainisch-kyrillisch); Miroschnitschenko, Wiktor Wladimirowitsch (russisch-lateinisch); Мирошниченко, Виктор Владимирович (russisch-kyrillisch) |
| KURZBESCHREIBUNG | sowjetisch-ukrainischer Boxer |
| GEBURTSDATUM     | 1. Dezember 1959 |
| GEBURTSORT       | Donezk |